# Arrest Bouwvergunning Heemstede
Bouwvergunning Heemstede, ook wel Ludlage/Van Paradijs of De hinderlijke uitbouw van de buren (HR 21 oktober 2005, ECLI:NL:HR:2005:AT8823), is de roepnaam van een op 21 oktober 2005 door de Nederlandse Hoge Raad gewezen arrest over de aanwezigheid van onrechtmatige hinder ondanks het bestaan van een bouwvergunning. Het wordt door de rechtswetenschap beschouwd als een  standaardarrest.

## Feiten en procesverloop
De feiten die aanleiding gaven tot het arrest waren als volgt. Ludlage en Van Paradijs c.s. zijn buren, woonachtig te Heemstede. Ludlage is op 6 augustus 1999 vergunning verleend voor het plaatsen van een uitbouw achter zijn huis, welke vergunning formele rechtskracht heeft verkregen doordat daartegen door Van Paradijs c.s. niet tijdig bezwaar is gemaakt. Ludlage is op 20 november 1999 met de bouwwerkzaamheden begonnen, twee dagen nadat hij zijn buren van het voornemen op de hoogte had gesteld. 
Van Paradijs c.s. beginnen een civiele procedure tegen Ludlage op grond van onrechtmatige hinder. Van belang is dat Van Paradijs c.s. zelf ook een uitbouw hebben – iets wat Ludlage in zijn vergunningaanvraag verzuimd heeft mede te delen – en dat door de uitbouw van Ludlage een 'kokereffect' ontstaat, dat het verlies van lichtinval en uitzicht in hoge mate versterkt. Van Paradijs c.s. stellen dat hierdoor hun woongenot wordt aangetast en de waarde van hun huis aanzienlijk daalt. Zij vorderen afbraak van de uitbouw, op straffe van een dwangsom.
De rechtbank is met Van Paradijs c.s. van oordeel dat de uitbouw door de onthouding van licht en uitzicht, gelet op de aard, de ernst en de duur daarvan, een aanzienlijke stoornis in het genot van hun eigendom oplevert. Zij heeft Ludlage bij eindvonnis van 28 mei 2002 veroordeeld de uitbouw in te korten en te verlagen, op straffe van verbeurte van een dwangsom van 100 euro per dag tot een maximum van 20.000 euro. Het gerechtshof Amsterdam heeft het vonnis bij arrest van 29 januari 2004 behoudens de opgelegde dwangsom bekrachtigd. Tegen dit arrest heeft Ludlage beroep in cassatie ingesteld bij de Hoge Raad.

## Beoordeling door de Hoge Raad
Ludlage stelt in cassatie dat de formele rechtskracht van de bouwvergunning, gelet op de relevante bepalingen van de Woningwet, met zich brengt dat ervan moet worden uitgegaan dat de uitbouw binnen de door het bestemmingsplan toegestane bouwmogelijkheden is gebleven.
De Hoge Raad stelt voorop, onder verwijzing naar het arrest Vermeulen/Lekkerkerker (HR 10 maart 1972, ECLI:NL:HR:1972:AC1311), dat 'het antwoord op de vraag of en in hoeverre een door de overheid verstrekte vergunning invloed heeft op de beoordeling van de aansprakelijkheid uit onrechtmatige daad van degene die overeenkomstig de hem verstrekte vergunning handelt, doch daarbij schade of hinder toebrengt aan derden, [afhangt] van de aard van de vergunning en het belang dat wordt nagestreefd met de regeling waarop de vergunning berust, zulks in verband met de omstandigheden van het geval'. In het algemeen heeft volgens de Hoge Raad te gelden dat de vergunninghouder erop mag vertrouwen dat de vergunning rechtmatig is verleend en de relevante belangen op de juiste manier zijn afgewogen en hij dus van de vergunning gebruik mag maken.
De Hoge Raad stelt vervolgens vast dat noch de Woningwet noch de Wet op de Ruimtelijke Ordening (WRO) bepalingen bevatten 'die zich rechtstreeks [keren] tegen het zodanig bouwen dat daardoor aan een ander onrechtmatige hinder wordt toegebracht'. Volgens de Hoge Raad dient de gemeenteraad bij het vaststellen van een bestemmingsplan 'mede een afweging te maken van de onderlinge belangen van de burgers', maar verplicht de wet niet 'tot een zodanige opzet van het bestemmingsplan dat in ieder individueel geval de ene burger de andere geen onrechtmatige hinder kan toebrengen door van de erdoor geboden bouwmogelijkheden gebruik te maken, nog daargelaten dat hinder ook het gevolg kan zijn van oorzaken die buiten het bereik van de planwetgever liggen'. Het belang van het voorkomen van onrechtmatige hinder is aldus niet een belang dat door de wettelijke regeling van het bestemmingsplan wordt nagestreefd, aldus de Hoge Raad.
Niettemin overweegt de Hoge Raad dat dit een en ander niet wegneemt ...
... dat (...) het bestemmingsplan, afhankelijk van de gedetailleerdheid ervan en van de omvang van het onderzoek dat eraan ten grondslag ligt (waarbij het niet slechts gaat om onderzoek vóór de vaststelling, maar ook om onderzoek en beoordeling in het kader van de goedkeuringsprocedure en een eventueel beroep tegen het goedkeuringsbesluit), meer of minder sterke aanwijzingen kan bevatten dat, voorzover het gaat om de elementen die in het bestemmingsplan regeling hebben gevonden, het gebruik maken van de toegestane bouwmogelijkheden naar maatschappelijke opvattingen niet als onrechtmatige hinder is te beschouwen.

De rechter zal derhalve, voorzover de stellingen van partijen daartoe aanleiding geven, het bestemmingsplan in zijn beoordeling dienen te betrekken en zijn uitspraak te dien aanzien deugdelijk dienen te motiveren.
De Hoge Raad komt tot de conclusie dat een bouwvergunning die formele rechtskracht heeft gekregen de houder ervan niet vrijwaart voor aansprakelijkheid wegens het veroorzaken van onrechtmatige hinder. Het cassatieberoep wordt verworpen.

## Relevantie
In het standaardarrest Vermeulen/Lekkerkerker (HR 10 maart 1972, ECLI:NL:HR:1972:AC1311) overwoog de Hoge Raad reeds dat het antwoord op de vraag of en in hoeverre een door de overheid verstrekte vergunning invloed heeft op de beoordeling van de aansprakelijkheid uit onrechtmatige daad van degene die overeenkomstig de hem verstrekte vergunning handelt, doch daarbij schade of hinder toebrengt aan derden, afhangt van de aard van de vergunning en het belang dat wordt nagestreefd met de regeling waarop de vergunning berust, zulks in verband met de omstandigheden van het geval. In het arrest Bouwvergunning Heemstede bevestigt de Hoge Raad deze vaste rechtspraak en past hij die rechtsregel toe in een situatie waarin een bouwvergunning is verleend en bevestigt hij. Het belang is er volgens Van Maanen in gelegen 'dat de Hoge Raad nog eens duidelijk maakt dat hij niet uitgaat van het wat al te simpele adagium dat "de vergunning geen vrijwaring biedt tegen aansprakelijkheid", maar vooropstelt dat de burger moet kunnen vertrouwen op de aan hem verleende vergunning en de daarin gemaakte belangenafweging'.